# Hannabadsåsen
Hannabadsåsen är ett naturreservat i Markaryds kommun i Kronobergs län.

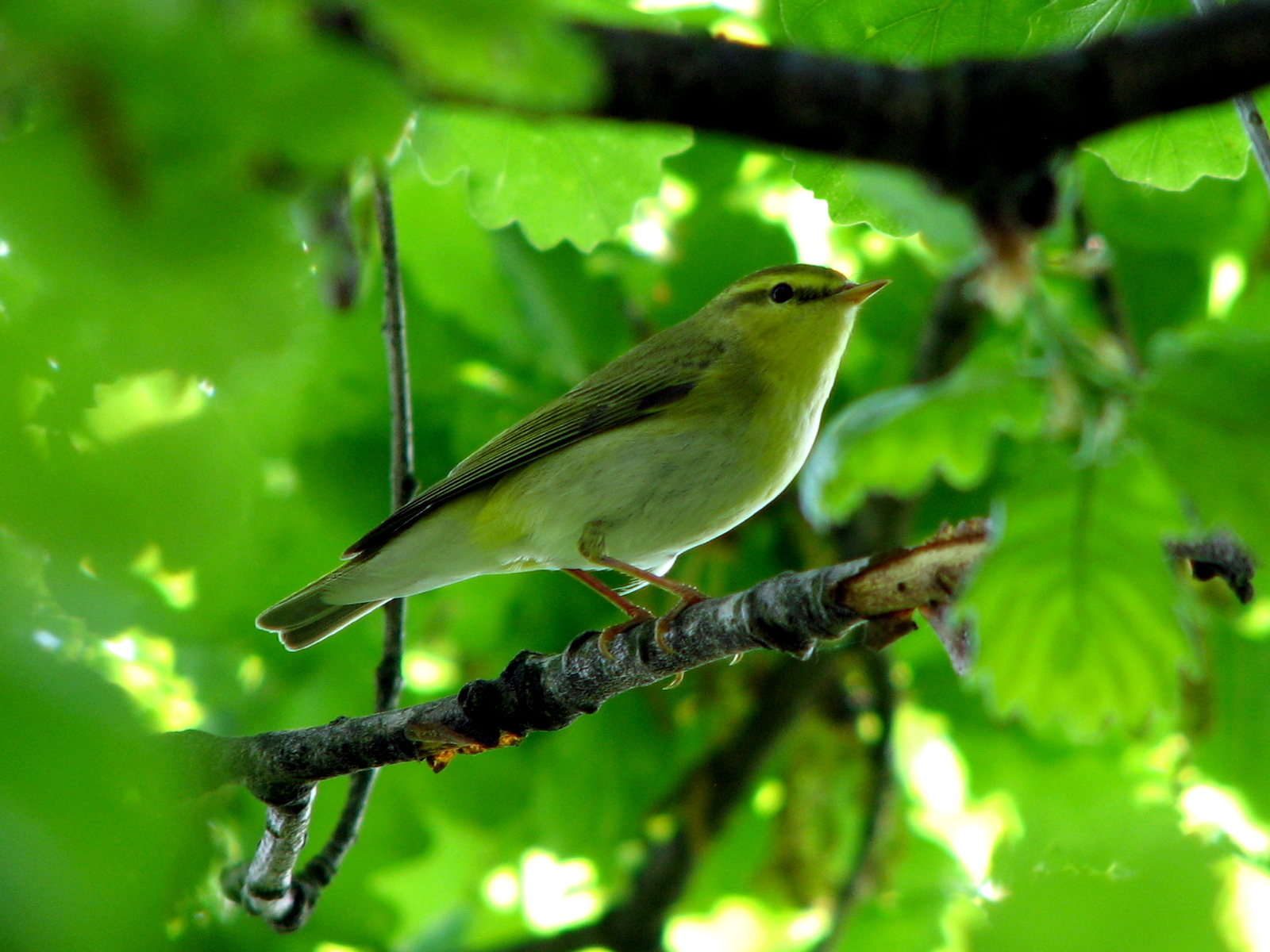
Grönsångare

Reservatet Hannabadsåsen ligger några kilometer sydväst om Markaryd vid Hannabadsjöns västra strand och består av ett åslandskap. Här växer bok- och blandskog samt på sina ställen ren tallskog. Åsarna är rullstensåsar med smala krön och branta sluttningar. Hannabadsåsen är som mest 20 meter hög och bildades för drygt 12 000 år sedan när inlandsisen drog sig tillbaka.
I multnande ved finner hackspettarter föda och i bokskogen trivs grönsångare.
Området har varit skyddat sedan 1976 och omfattar 19 hektar.